# Banteay Meas
Banteay Meas är ett distrikt i Kambodja.   Det ligger i provinsen Kampot, i den södra delen av landet, 110 km söder om huvudstaden Phnom Penh. Antalet invånare är 81 542.